# Germinal Pierre Dandelin

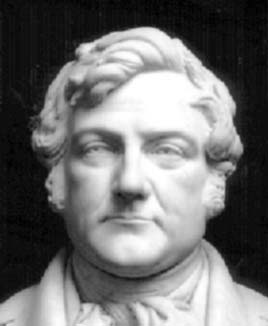
Germinal Pierre Dandelin

Germinal Pierre Dandelin (n. 12 aprilie 1794 - d. 15 februarie 1847) a fost un matematician, profesor și soldat.
Tatăl său a fost francez, iar mama de origine belgiană.
S-a născut lângă Paris și a studiat mai întâi la Gent, apoi la École Polytechnique din Paris.
A fost rănit în lupte sub regimul lui Napoleon.
Sub regimul lui Lazare Carnot, a lucrat în slujba ministrului de interne.
Ulterior devine cetățean al Țărilor de Jos, profesor de inginerie minieră în Belgia, apoi membru al armatei belgiene.
Dandelin a publicat mai multe lucrări din domeniul algebrei, teoriei probabilităților și proiecțiilor stereografice.
A contribuit la elaborarea și perfecționarea metodei lui Newton, relativ la rezolvarea numerică aproximativă a ecuațiilor de grad arbitrar.
Mai multe contribuții matematice îi poartă numele, cum ar fi sferele lui Dandelin și metoda numerică Dandelin-Gräffe de rezolvare a ecuațiilor algebrice.
A contribuit la extinderea teoremei lui Pascal și a teoremei lui Brianchon referitoare la hexagonul format din generatoarele unei suprafețe de ordin doi.